# GJ Ba
Die Baureihe Ba der dänischen Gjedser Jernbane waren 15 offene Güterwagen. Sie wurden 1886 von der Waggonfabrik Heine in Preetz in Schleswig-Holstein gebaut.

## Technische Details
Die Wagen waren offene Hochbordgüterwagen mit gerundeter Stirnwand. An diesen Stirnwänden waren Ringe zum Anbinden von Tieren befestigt. Ferner war eine abnehmbare Planenstütze vorhanden, um den Wagen mit einer Plane abdecken zu können.

## DSB KK
Mit der Übernahme der von der A/S Gjedser Jernbane erbauten Strecken am 1. Januar 1893 durch die Danske Statsbaner (DSB) wurden die Wagen mit übernommen.
Sie erhielten die Baureihenbezeichnung KK sowie die Betriebsnummern 6013–6027.
1922/23 wurde die Lastgrenze der Wagen auf 12,5 t erhöht. Sie durften nicht für Fahrten in das südliche Ausland verwendet werden. Die gesamte Serie war der Ausbesserungswerkstatt Nyborg zugeteilt.
Der bereits vorher abgestellte Wagen KK 6025 wurde 1931 ausgemustert.

## DSB KM (IV)
Bei einer 1928 erfolgten Neuordnung des dänischen Nummernsystems erhielten die verbliebenen Wagen die Baureihenbezeichnung KM – sie behielten die Betriebsnummern 6013–6024 und 6026–6027. Die Umzeichnung an den Fahrzeugen erfolgte erst zwischen 1929 und 1931.
Der Wagen KM 6023 wurde 1935 ausgemustert. KM 6013–6014, 6017–6019 und 6021–6022 wurden 1936 an die an der Hafenbahn in Næstved liegende Magle Mølle verkauft.
Der KM 6015 wurde ab 1934 nur noch für Fahrten zwischen dem örtlichen Kohlebunker im Betriebswerk zu den Eisenbahnfähren in Gedser verwendet. 1939 wurde er für die gleiche Aufgabe nach Korsør umgesetzt. 1941 erhielt er die Betriebsnummer KM 26015.
Der KM 6020 wurde ab 1936 nur noch für innerbetriebliche Kohletransporte verwendet. Beheimatet war er in Københavns Godsbanegård. Ab 1939 wurde er für Transportaufgaben zwischen Københavns Godsbanegård und Centralværkstedet København eingesetzt. 1941 erhielt er die Betriebsnummer KM 26020.
Der KM 6026 wurde ab 1935 für innerbetriebliche Kohletransporte in der Centralværkstedet København eingesetzt. 1941 erhielt er die Betriebsnummer KM 26026.
Die KM 6020 und 6027 wurden ab 1936 nur noch für innerbetriebliche Kohletransporte verwendet. Beheimatet waren sie in Københavns Godsbanegård. 1941 erhielten sie die Betriebsnummern KM 26020 und 26027.
1941 wurden neue Betriebsnummern vergeben, weil die Nummernkreise durch die Zahl der vorhandenen Güterwagen nicht mehr ausreichten. Die Wagen 6015–6016, 6020, 6024 sowie 6026–6027 bekamen durch das Vorstellen einer 2 die Nummern 26015–26016, 26020, 26024 sowie 26026–26027. Die Wagen 26020, 26024 und 26026 wurden zwischen 1943 und 1948 ausgemustert.
Die KM 26015 war weiterhin in Korsør im Einsatz, KM 26027 fand ab 1949 ebenfalls dort als Kohlewagen Verwendung. Beide wurden 1953 ausgemustert. Der KM 26016 wurde ab 1942 für Kohletransporte von Enghave Brygge bis zur Centralværkstedet København verwendet. Ab 1948 wurde er nur im Nahverkehr zwischen Københavns Godsbanegård und der Centralværkstedet København genutzt und 1952 verschrottet.